# Vleermuisdetector

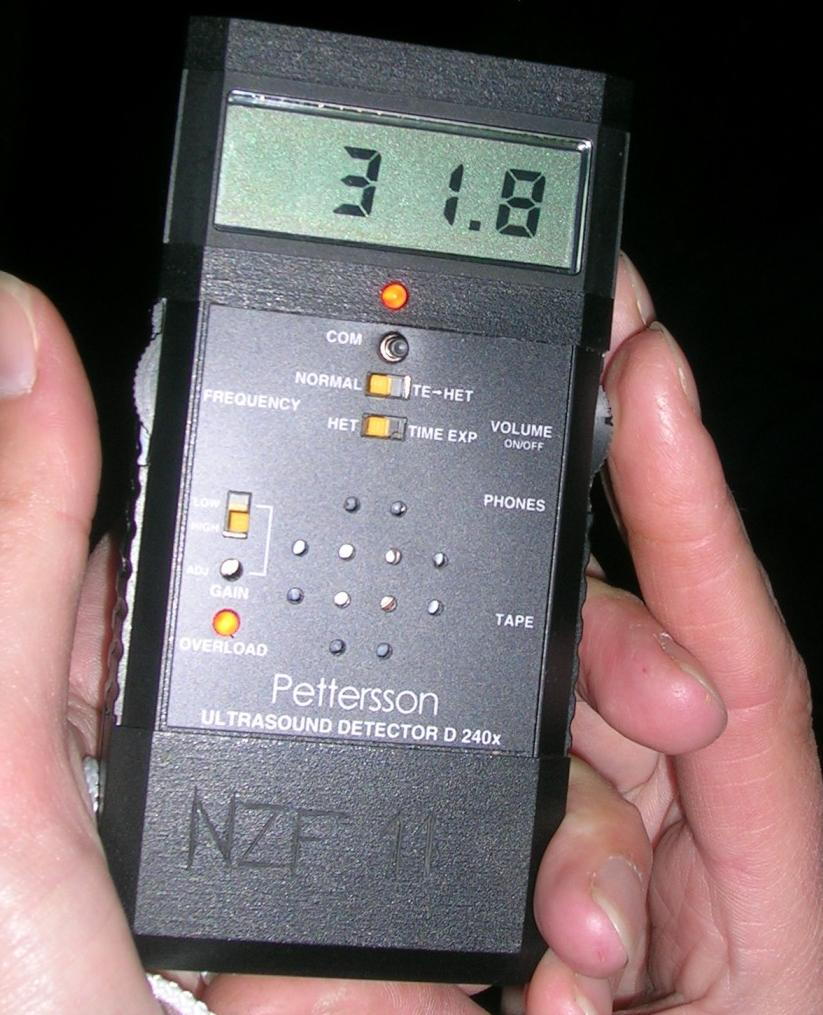
Een vleermuisdetector vangt geluid op van 31,8 kHz

Een vleermuisdetector, vleermuisherkenner (Eng.: batdetector), is een apparaat dat ultrageluid kan registreren en omzetten in hoorbaar geluid. 
De detector is hierdoor geschikt om de populaties van bepaalde dieren in kaart te brengen die moeilijk zichtbaar zijn maar zich toch door hun ultrasone geluiden verraden. Voorbeelden zijn vleermuizen, maar ook sommige soorten rechtvleugeligen (krekels en sprinkhanen) kunnen alleen met een vleermuisdetector worden geïnventariseerd, doordat hun geluiden voor het menselijk oor te hoog zijn. 

## Voorbeelden
Twee roepjes (FM en CF) omgezet door een heterodyne vleermuisdetectorⓘ
De frequentiegemoduleerde (FM) roep klinkt als snelle droge klikjes en het signaal met constante frequentie (CF) als piepjes, met wisselende toonhoogte vanwege het dopplereffect als de vleermuis langsvliegt. Een heterodyne vleermuisdetector verschuift het signaal naar voor de mens hoorbare toonhoogtes en overdrijft het dopplereffect. Op het moment dat de vleermuis overkomt en CF-roepjes doet, zakt de toonhoogte.
Verscheidene vleermuissoorten roepen zowel FM- als CF-signalen. Ze beginnen met een snel dalende FM-roep die ten slotte vertraagt tot een CF-roep. In grafiekvorm ziet dit eruit als een "hockeystick". Hierdoor klinkt de roep via de detector anders dan in werkelijkheid:  
Vleermuis "hockeystick"-roepⓘ
Een vleermuisdetector kan ook andersoortige ultrasone geluiden hoorbaar maken, zoals het klikken van de versnellingsachternaaf van een fiets, gaslekken, slijtage in lagers en dergelijke.

## Externe adressen
- Bat-detector handleiding voor beginners